# Толстой Григорій Денисович
Григо́рій Дени́сович Толсто́й (17 серпня 1928 -11 липня 1991)— професор (1983), кандидат технічних наук (1962), ректор Українського поліграфічного інституту ім. Івана Федорова (1973–1989).

## Біографія
Народився 1928 р. в с. Средній Ізюмського району Харківської області в родині службовця. У 1935–1941 рр. навчався у Борівській середній школі, де закінчив шість класів. У 1942–1943 рр. з мамою та двома молодшими братами перебував на окупованій території. Після відступу німців, з березня по жовтень 1943 р. служив бійцем винищувального батальйону Боровського районного відділу НКВС Харківської області. У жовтні 1943 р. поновив навчання у сьомому класі середньої школи й одночасно з жовтня 1943-го по липень 1944 р. працював чорноробом у млині.
У квітні 1945 р. сім'я Толстого-батька переїздить за місцем призначення батька у м. Підгайці Тернопільської області, де Григорій закінчив школу. У 1947 р. вступив на механічний факультет Українського поліграфічного інституту, який закінчив з відзнакою у 1952 році.

## Наукова та викладацька діяльність
Після закінчення інституту Г. Д. Толстого рекомендували на науково-педагогічну роботу. Працював завідувачем лабораторії кафедри поліграфічних матеріалів, асистентом, старшим викладачем кафедри поліграфічних машин, комсоргом ЦК ЛКСМУ УПІ. 1959 р. був прикомандирований у річну аспірантуру при Московському поліграфічному інституті для завершення та захисту дисертації. У 1960 р. УПІ видав у двох частинах книгу Г. Д. Толстого «Друкарські машини». 1962 р. в МПІ захистив дисертаційну роботу «Исследование энергетических параметров красочных аппаратов машин высокой и плоской печати» на здобуття наукового ступеня кандидата технічних наук. Після успішного захисту дисертації його обрали деканом механічного факультету, а 1963 р. його призначили проректором з навчальної на наукової роботи інституту. У 1964 р. ВАК затвердив Григорія Денисовича у вченому званні доцента по кафедрі поліграфічних машин.
У 1967 р. Г. Д. Толстого було обрано завідувачем новоствореної кафедри автоматизації та комплексної механізації поліграфічного виробництва УПІ (на цій посаді пропрацював з перервою у 1977–1982 рр. до останніх днів життя в 1991 р.). Тоді ж, за власним бажанням наказом міністра вищої і середньої спеціальної освіти УРСР його було звільнено від обов’язків проректора. У цей період доц. Толстой підготував книгу «Автоматизация полиграфических производственных процессов», яка побачила світ 1970 р. у московському видавництві «Книга». Цей навчальний посібник був першим в СРСР з цієї тематики.
У 1973 р. Г. Д. Толстого було призначено ректором УПІ ім. Івана Федорова (цю посаду обіймав до 1989 р.). 1983 р. ВАК затвердив його у вченому званні професора по кафедрі автоматизації та комплексної механізації поліграфічного виробництва. У 1989 р. у видавництві «Книга» було видруковано підручник «Автоматизация технологических процессов полиграфии», написаний професором Толстим у співавторстві.
За період праці Г. Д. Толстого на посаді ректора УПІ було побудовано два гуртожитки, їдальню, студентське кафе, актовий зал, новий навчально-лабораторний комплекс, кафедри і лабораторії було оснащено найновішим обладнанням. Як завідувач кафедри він проводив велику роботу з організації навчально-наукової роботи та створення її навчально-матеріальної бази, кафедра почала першою в Союзі готувати спеціалістів зі спеціальності «Автоматизація і комплексна механізація процесів поліграфічного виробництва». У 1980 р. за успіхи в підготовці висококваліфікованих спеціалістів і в зв’язку з 50-річчям з дня заснування УПІ ім. Івана Федорова було відзначено найвищою нагородою УРСР — Почесною Грамотою Президії Верховної ради республіки.

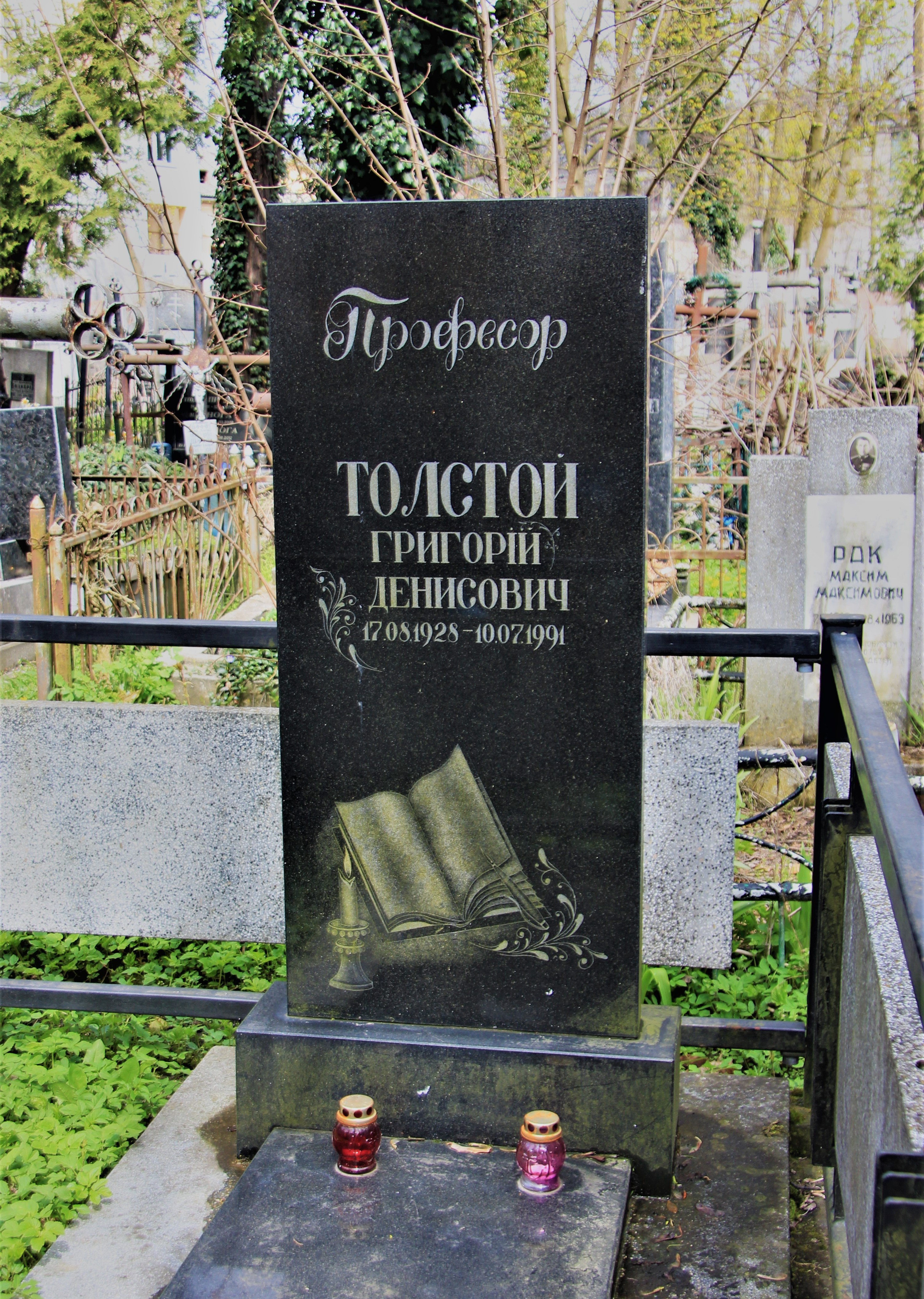

Помер у Львові, похований на 28 полі Янівського цвинтаря.

## Політична та громадська діяльність
Г. Д. Толстой обирався депутатом Львівської міської Ради депутатів трудящих, членом Львівського міського, Ленінського та Шевченківського районних комітетів КП України, Львівського обласного, міського та районного комітетів ЛКСМУ, головою правління Львівської міської організації товариства «Знання».

## Нагороди та відзнаки
Нагороджений орденами:
- Вітчизняної війни ІІ ступеня,
- «Знак Почета»,

Медалями:
- «За трудовую доблесть»,
- «За победу над Германией в Великой Отечественной войне 1941–1945 гг.»,
- «За трудовую доблесть в годы Великой Отечественной войны 1941–1945 гг.»

Інші відзнаки:
- Почесна грамота Президії Верховної Ради УРСР,
- звання «Заслужений працівник вищої школи УРСР»